# Сыроежка оранжевая
Сырое́жка ора́нжевая (лат. Russula aurantiaca) — вид грибов, включённый в род Сыроежка (Russula) семейства Сыроежковые (Russulaceae).

## Описание
Шляпка мясистая, у молодых грибов полушаровидная, затем раскрывается до уплощённо-вдавленной, достигает 5—7 см в диаметре; край тонкий, рубчатый. Кожица снимается на протяжении большей части радиуса, блестящая; окраска красно-оранжевая, медно-красная, карминно-оранжевая.
Пластинки не приросшие к ножке, расположенные часто, у молодых грибов бледно-жёлтые, с возрастом темнеют то жёлто-буроватых.
Ножка ровная, цилиндрическая, без полостей, однако с возрастом с рыхлой мякотью, белая, 2—3×1—2 см.
Мякоть белая, ломкая, без особого цвета, с фруктовым запахом, при контакте с фенолом становится ярко-розовой.
Споровый отпечаток кремового цвета. Споры яйцевидно-эллиптические, покрытые бородавками или шипиками, 6,5—8×8—10 мкм. Базидии четырёхспоровые, 40—60×10 мкм. Цистиды веретеновидные, с сульфованилином ярко-голубые.
Съедобный гриб.

## Экология и распространение
Редкий вид, образующий микоризу с берёзой. Произрастает с лета по осень, в лиственных и смешанных лесах.